# 숀 맥클로리
숀 매클로리(Sean McClory, 1924년 3월 8일 ~ 2003년 12월 10일)는 아일랜드의 배우이다.

## 출연 작품
- 보디 백 (1993년)
- 죽은 자들 (1987년)
- 나의 사랑 쇼우퍼 (1986년)
- 밀림의 사나이 (1982년)
- 롤러 부기 (1979년)
- 반도레로 (1968년)
- 난쟁이 왕국 (1967년)
- 괴짜 백만장자 (1967년)
- 폴로우 미, 보이즈! (1966년)
- 샤이안 (1964년)
- 문프릿 (1955년)
- 웨스트 포인트 (1955년)
- 방사능 X (1954년) - 키비 소령 역
- 백야의 탈출 (1953년)
- 레 미제라블 (1952년)
- 왓 프라이스 글로리 (1952년)
- 말 없는 사나이 (1952년)
- 앤 오브 더 인디즈 (1951년)
- 스톰 워닝 (1951년)
- 사막의 여우 (1951년)
- 다윗과 밧세바 (1951년)
- 로지 오그래디의 딸 (1950년)
- 딕 트레이시 미츠 그루섬 (1947년)
- 딕 트레이시의 딜레마 (1947년)

### 텔레비전
- 페리 메이슨 (1961, 1962, 1964)
- Walt Disney's Wonderful World of Color (1961, 1965, 1987) - 오피서 매든 역
- 추격 (1962)
- 보난자 (1963)
- 딜론 보안관 (1970, 1974)
- 불타는 서부 (1978)